# Palazzo Guarrasi
Il Palazzo Guarrasi è un edificio civile del XVII secolo ubicato nel centro storico di Alcamo, nella provincia di Trapani.

## Descrizione
Questo palazzo presenta un'imponente facciata, con angoli in conci di pietra travertinoide a sezione quadra; a piano terra della Via Guarrasi ci sono due ingressi, una finestra e altre tre più piccole, mentre nella via 15 Maggio esistono tre aperture, quattro piccole finestre e due ingressi principali, uno dei quali più recente.
Nel portone principale c'è un portale con arco ribassato, realizzato in calcarenite; al primo piano della Via 15 Maggio sporgono sette balconi con ballatoi e mensole in pietra lavorata e con delle volute; ci sono delle belle ringhiere in due balconi.
Nelle Via Guarrasi, sempre al primo piano, ci sono una finestra e quattro balconi con dei ballatoi compatti e mensole con diversi decori.
La facciata del palazzo finisce con un cornicione a più elementi; l'androne presenta un pavimento realizzato con lastre di pietra. Il tetto è con volta a crociera; magnifico e ampio il salotto con decorazioni tipiche del Settecento e volta a botte con stucchi raffiguranti disegni geometrici, fiori e racemi. 
Le porte sono sormontate da cinque pannelli che rappresentano paesaggi, castelli e scene di caccia; sulla parete sud c'è una bella lunetta che raffigura Gesù Cristo fra angeli e figure allegoriche.